# قیام پراگ
قیام پراگ (چکی: Pražské povstání) تلاشی از سوی مقاومت در چکسلواکی در برابر آلمان برای آزادی شهر پراگ از اشغال آلمان نازی در جنگ جهانی دوم بود. رویدادهای قیام در ۵ مه ۱۹۴۵، در آخرین لحظات جنگ در اروپا آغاز شد. قیام تا ۸ مه ۱۹۴۵ ادامه یافت و با آتش‌بس بین مقاومت چک و ارتش آلمان نازی پایان یافت و آلمان نازی تصمیم گرفت در همان روز پراگ را ترک کند. صبح روز بعد ارتش سرخ وارد شهر تقریباً آزاد شد.